# 湛江专区
湛江专区，中华人民共和国广东省已撤消的专区，在今广东省西南部和广西壮族自治区。1970年，撤销湛江专区，改置湛江地区。1983年因实行市领导县体制撤销。

## 历史
- 1956年置，专员公署驻湛江市，辖原粤西行政区属遂溪、廉江、海康、徐闻、吴川、信宜、电白、化县、茂名、阳春、阳江、雷东12县。
- 1958年，省辖湛江市降格划入湛江专区。
- 1959年，原合浦专区所属北海市及合浦、钦县、灵山、防城、浦北、东兴各族自治县划入；同年，行政区划调整如下：

1. 撤销北海市及浦北县，并入合浦县；
2. 撤销防城县，并入东兴各族自治县。
3. 撤销雷东县，并入湛江市；
4. 撤销茂名、信宜2县；将茂名县的公馆、牛头2乡设立茂名市；茂名县的其余地区及信宜县合并设立高州县。
5. 撤销化县、吴川2县，合并设立化州县。
6. 撤销阳江、阳春2县，合并设立两阳县。
7. 撤销徐闻、廉江、遂溪、海康4县，将海康县的南渡河南部地区和徐闻县合并设立雷南县；海康县的南渡河北部地区及廉江、遂溪2县合并设立雷北县。

调整后，湛江专区辖2市、9县、1自治县。
- 1960年，雷南县改名徐闻县；雷北县改名雷州县。

- 1961年，撤销雷州、两阳2县，恢复海康、遂溪、廉江、阳江，阳春、吴川、信宜7县。

- 1963年，撤销钦县，改设钦州僮族自治县。
- 1964年，恢复北海市。此时，湛江专区辖3市、13县、2自治县。
- 1965年，北海市及合浦、灵山2县和钦州僮族自治县、东兴各族自治县划归广西僮族自治区钦州专区。此时，湛江专区辖2市、11县。
- 1970年，改称湛江地区。
- 1975年，湛江市、茂名市升格为地级市，由广东省直辖。此时，湛江地区辖11县。
- 1983年，实行市领导县体制，撤销湛江地区，原辖11县，徐闻、海康、廉江、遂溪、吴川五县划归湛江市管辖，高州、化州、信宜、电白四县划归茂名市管辖，阳江、阳春两县划归江门市管辖（1988年再分出阳江市）。